# Capoluca
Capoluca är en ort i Mexiko.   Den ligger i kommunen Ixtaczoquitlán och delstaten Veracruz, i den sydöstra delen av landet, 230 km öster om huvudstaden Mexico City. Capoluca ligger 813 meter över havet och antalet invånare är 2 641.
Terrängen runt Capoluca är kuperad åt nordost, men åt sydväst är den bergig. Capoluca ligger nere i en dal. Runt Capoluca är det ganska tätbefolkat, med 100 invånare per kvadratkilometer. Närmaste större samhälle är Córdoba, 13,7 km nordost om Capoluca. I omgivningarna runt Capoluca växer i huvudsak städsegrön lövskog.